# Aqeel Rehman
Aqeel Rehman (* 12. Dezember 1985 in Salzburg) ist ein österreichischer Squashspieler.

## Karriere
Aqeel Rehman begann 2005 seine professionelle Karriere und gewann bislang 15 Turniere auf der PSA World Tour. Im Juli 2012 gewann er die Tasmanian Open in Australien und im März 2013 die Austrian Open in seiner Geburtsstadt Salzburg. 2014 folgten weitere Siege in Christchurch und Poços de Caldas. Er ist damit der erste gebürtige Österreicher, der ein PSA-Turnier gewann. Seine höchste Platzierung in der Weltrangliste erreichte er mit Rang 76 im September 2021. Zwischen 2007 und 2025 gewann er insgesamt 19 Mal die österreichische Staatsmeisterschaft. Aqeel Rehman absolvierte außerdem bereits zahlreiche Einsätze in der österreichischen Nationalmannschaft, darunter 2005, 2007, 2009, 2011, 2013 und 2017 bei Weltmeisterschaften. In der Saison 2019/20 qualifizierte er sich als erster Österreicher überhaupt für die Einzel-Weltmeisterschaft.

## Erfolge
- Gewonnene PSA-Titel: 15
- Österreichischer Meister: 19 Titel (2007–2025)